# David Jablonský
David Jablonský (Sokolov, 1991. október 8. –) cseh labdarúgó, a lengyel Cracovia hátvédje.

## Pályafutása
Jablonský a csehországi Sokolov városában született. Az ifjúsági pályafutását a helyi Baník Sokolov csapatában kezdte, majd a Teplice akadémiájánál folytatta.
2009-ben mutatkozott be a Teplice első osztályban szereplő felnőtt keretében. 2011 és 2016 között a Čáslav, az Ústí nad Labem és a Baník Sokolov csapatát erősítette kölcsönben. 2016-ban az orosz Tom Tomszkhoz, majd 2017-ben a bolgár Levszki Szófiához igazolt. 2019. július 1-jén szerződést kötött a lengyel első osztályban érdekelt Cracovia együttesével. Először a 2019. július 27-ei, ŁKS Łódź ellen 2–1-re elvesztett mérkőzésen lépett pályára. Első gólját 2019. november 25-én, a Zagłębie Lubin ellen hazai pályán 2–0-ás győzelemmel zárult találkozón szerezte meg.

## Statisztikák
2023. április 2. szerint
| Klub           | Szezon   | Osztály     | Bajnokság | Bajnokság | Kupa  | Kupa | Nemzetközi | Nemzetközi | Összesen | Összesen |
| Klub           | Szezon   | Osztály     | Meccs     | Gól       | Meccs | Gól  | Meccs      | Gól        | Meccs    | Gól      |
| -------------- | -------- | ----------- | --------- | --------- | ----- | ---- | ---------- | ---------- | -------- | -------- |
| Levszki Szófia | 2016–17  | Parva Liga  | 12        | 2         | 0     | 0    | —          | —          | 12       | 2        |
| Levszki Szófia | 2017–18  | Parva Liga  | 30        | 9         | 3     | 0    | 4          | 0          | 37       | 9        |
| Levszki Szófia | 2018–19  | Parva Liga  | 21        | 1         | 1     | 0    | 2          | 0          | 24       | 1        |
| Levszki Szófia | Összesen | Összesen    | 63        | 12        | 4     | 0    | 6          | 0          | 73       | 12       |
| Cracovia       | 2019–20  | Ekstraklasa | 28        | 1         | 5     | 3    | 1          | 0          | 34       | 4        |
| Cracovia       | 2020–21  | Ekstraklasa | 2         | 1         | 0     | 0    | 1          | 0          | 3        | 1        |
| Cracovia       | 2021–22  | Ekstraklasa | 7         | 0         | 0     | 0    | —          | —          | 7        | 0        |
| Cracovia       | 2022–23  | Ekstraklasa | 15        | 1         | 2     | 0    | —          | —          | 17       | 1        |
| Cracovia       | Összesen | Összesen    | 52        | 3         | 7     | 3    | 2          | 0          | 61       | 6        |
| Összesen       | Összesen | Összesen    | 115       | 15        | 11    | 3    | 8          | 0          | 134      | 18       |

## Sikerei, díjai
Cracovia
- Lengyel Kupa
  - Győztes (1): 2019–20

Levszki Szófia
- Parva Liga – Az Év Hátvédje: 2017